# Hamza Sahli
Hamza Sahli (arabisch حمزة سهلي; * 10. Mai 1993) ist ein marokkanischer Leichtathlet, der sich auf den Langstreckenlauf spezialisiert hat.

## Sportliche Laufbahn
Erste internationale Erfolge feierte Hamza Sahli beim Agadir-Marathon 2017, bei dem er in 2:07:52 h siegreich war. Im Jahr darauf siegte er beim Halbmarathon in Fès in 1:04:03 h und wurde Dritter beim Kōbe-Marathon. 2019 wurde er beim Semi Marathon International de Marrakech Dritter und gewann auch bei den Afrikaspielen in Rabat in 1:02:45 h die Bronzemedaille hinter dem Kenianer Titus Ekiru und seinem Landsmann Mohamed Reda el-Aaraby. Im Marathonlauf qualifizierte er sich für die Weltmeisterschaften in Doha und belegte dort nach 2:11:49 h den achten Platz. Daraufhin gewann er bei den Militärweltspielen in Wuhan in 28:56,68 min die Bronzemedaille im 10.000-Meter-Lauf hinter Landsmann el-Aaraby und Amanal Petros aus Deutschland. 2020 siegte er beim Beppu-Ōita-Marathon in 2:08:01 h und wurde bei den Halbmarathon-Weltmeisterschaften in Gdynia mit 1:00:04 h Zwölfter. Im Jahr darauf startete er im Marathonlauf bei den Olympischen Spielen in Tokio und gelangte dor nach 2:14:48 h auf Rang 18.
2022 wurde er in 2:07:15 h Dritter beim Daegu-Marathon und anschließend gelangte er bei den Weltmeisterschaften in Eugene mit 2:08:45 h auf Rang 14. Im Jahr darauf kam er bei den Weltmeisterschaften in Budapest nicht ins Ziel und anschließend gelangte er bei den Straßenlauf-Weltmeisterschaften in Riga nach 1:03:20 h auf den 47. Platz im Halbmarathon. 

## Persönliche Bestleistungen
- 10.000 Meter: 28:56,68 min, 23. Oktober 2019 in Wuhan
- Halbmarathon: 1:00:04 h, 17. Oktober 2020 in Gdynia
- Marathon: 2:07:15 h, 3. April 2022 in Daegu